# 圣瑞斯特 (多尔多涅省)
圣瑞斯特（法語：Saint-Just，法語發音：[sɛ̃ ʒyst]）是法国多尔多涅省的一个市镇，位于该省西北部，属于佩里格区。

## 地理
圣瑞斯特（45°20'7"N, 0°30'27"E）面积11.2 平方千米，位于法国新阿基坦大区多爾多涅省，该省份为法国西南部内陆省份，是法國本土面积第三大的省，大致对应佩里戈尔地区，北起顺时针与夏朗德省、上维埃纳省、科雷兹省、洛特省、洛特-加龙省、吉倫特省和滨海夏朗德省接壤。
与圣瑞斯特接壤的市镇（或旧市镇、城区）包括：波萨克和圣维维安、大布拉萨克、沙普德伊、佩里戈尔地区马勒伊、拉图尔布朗什-塞尔克勒。
圣瑞斯特的时区为UTC+01:00、UTC+02:00（夏令时）。

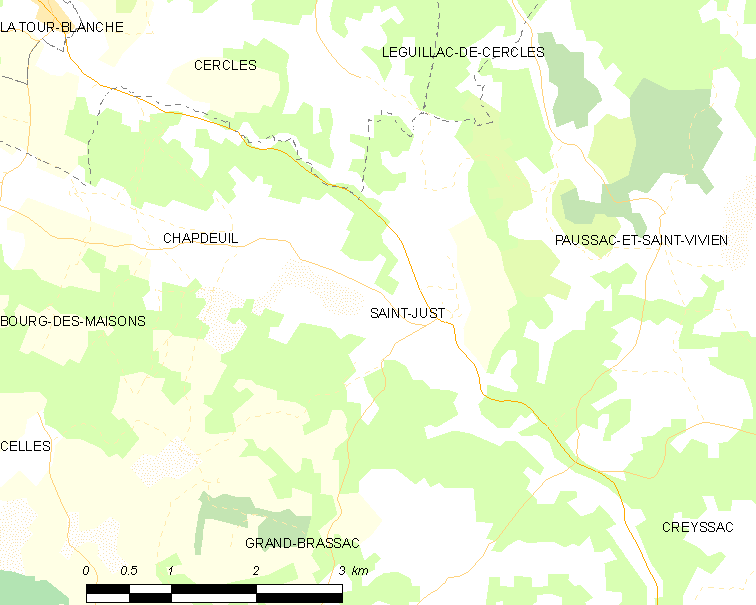
圣瑞斯特的OSM定位图

## 行政
圣瑞斯特的邮政编码为24320，INSEE市镇编码为24434。

## 政治
圣瑞斯特所属的省级选区为佩里戈尔地区布朗托姆县。

## 人口

1962-2008年间圣瑞斯特人口变化图示

圣瑞斯特于2022年1月1日时的人口数量为145人。